# Takwin
Le Takwin, ou science de la génération, est une discipline initiée par le savant islamique Jabir ibn Hayyan visant la génération artificielle d'êtres vivants par l'alchimie,.